# نورمان دانيلز (فيلسوف)
نورمان دانيلز (بالإنجليزية: Norman Daniels)‏ هو فيلسوف أمريكي، ولد في 1942.